# Psectrotarsia tamsi
Psectrotarsia tamsi är en fjärilsart som beskrevs av Eugenio Giacomelli 1922. Psectrotarsia tamsi ingår i släktet Psectrotarsia och familjen nattflyn. Inga underarter finns listade i Catalogue of Life.